# Courpière
Courpière est une commune française située dans le département du Puy-de-Dôme, en région Auvergne-Rhône-Alpes.
Peuplée de 4 109 habitants en 2022, Courpière s'impose comme une des villes majeures du parc naturel régional Livradois-Forez et plus largement de la vallée de la Dore avec Thiers et Ambert.
Bureau centralisateur d'un canton rural, Courpière est en effet un centre économique local majeur notamment dans les secteurs de l'emballage carton ou bois, le transport, l'installation électrique, la plasturgie, le travail du métal ou encore dans le domaine des services.
Ville historiquement liée à la culture et à la paysannerie puis au commerce, Courpière conserve un centre urbain médiéval relativement bien conservé.

## Géographie

### Localisation
Le centre-ville est situé à environ 4 km de Néronde-sur-Dore et à 10 km de Thiers. La commune de Courpière couvre une superficie d'environ 32 km2 et s'organise selon la forme « de deux poumons ». Le centre-bourg se trouve à l'intersection entre une première zone de la commune recouvrant le secteur de Roddias et du Mégain (en direction d'Aubusson-d'Auvergne), une seconde zone recouvrant les villages de la Bessière, Courtesserre ou le Château (en direction de Saint-Flour-l'Étang), et enfin une dernière partie se dirigeant en direction de Néronde-sur-Dore et portant les villages de Limarie ou de la Sagne.
Cette forme se traduit par la présence au centre d'une partie de la commune de Sauviat, village voisin dont une grande partie de la population réside en réalité dans des zones limitrophes du centre-bourg de Courpière.

Situation de Courpière
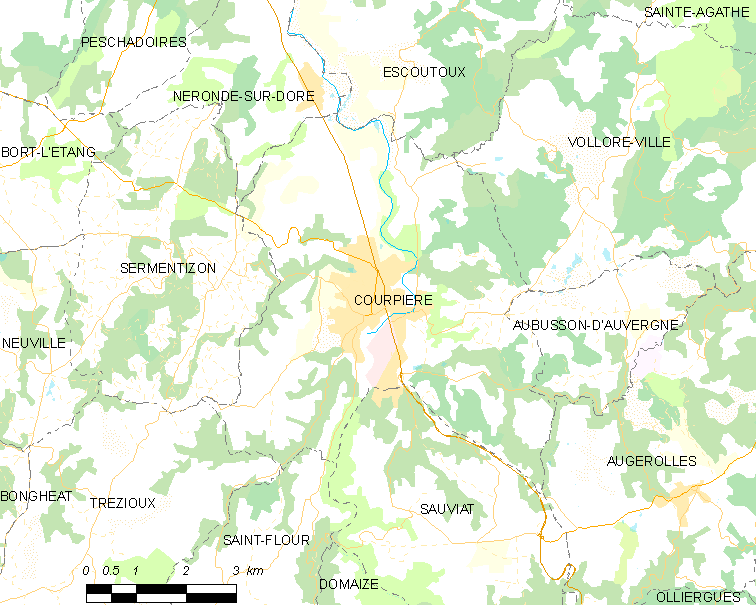
Carte de la commune

#### Lieux-dits et écarts

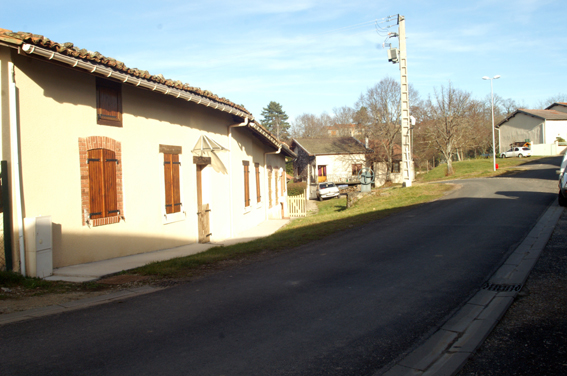
Puissauve.

- Par la route de Lezoux : Barbette, Limarie, Liche, Bonnencontre, Bellime
- Par la route de Vollore-Ville : Puissauve, Le Bouchet, Les Quatre Vents
- Par la route de Trézioux : Courtesserre, Le Pan de Nuit, Le Château, Laudan, Chamerlat, La Bouchisse, Les Bâtisses
- Par la route de Thiers : La Vaure, Le Moulin de l'Isle, Tarragnat, La Sagne
- Par la route d'Aubusson-d'Auvergne : Le Chambon, Le Salet, Roddias, Le Mégain, Pugnat, La Mine
- Par la route d'Escoutoux : Le Moulin du Sucre, La Barge, Paris les Bois, Fermouly, Saint-Jean du Barry
- Par la route d'Ambert : Le Montel, Las Thioulas

#### Communes limitrophes
Neuf communes sont limitrophes :
| Néronde-sur-Dore              | Escoutoux | Vollore-Ville       |
| Sermentizon                   | Courpière | Aubusson-d'Auvergne |
| Trézioux, Saint-Flour-l'Étang | Sauviat   | Augerolles          |

### Hydrographie

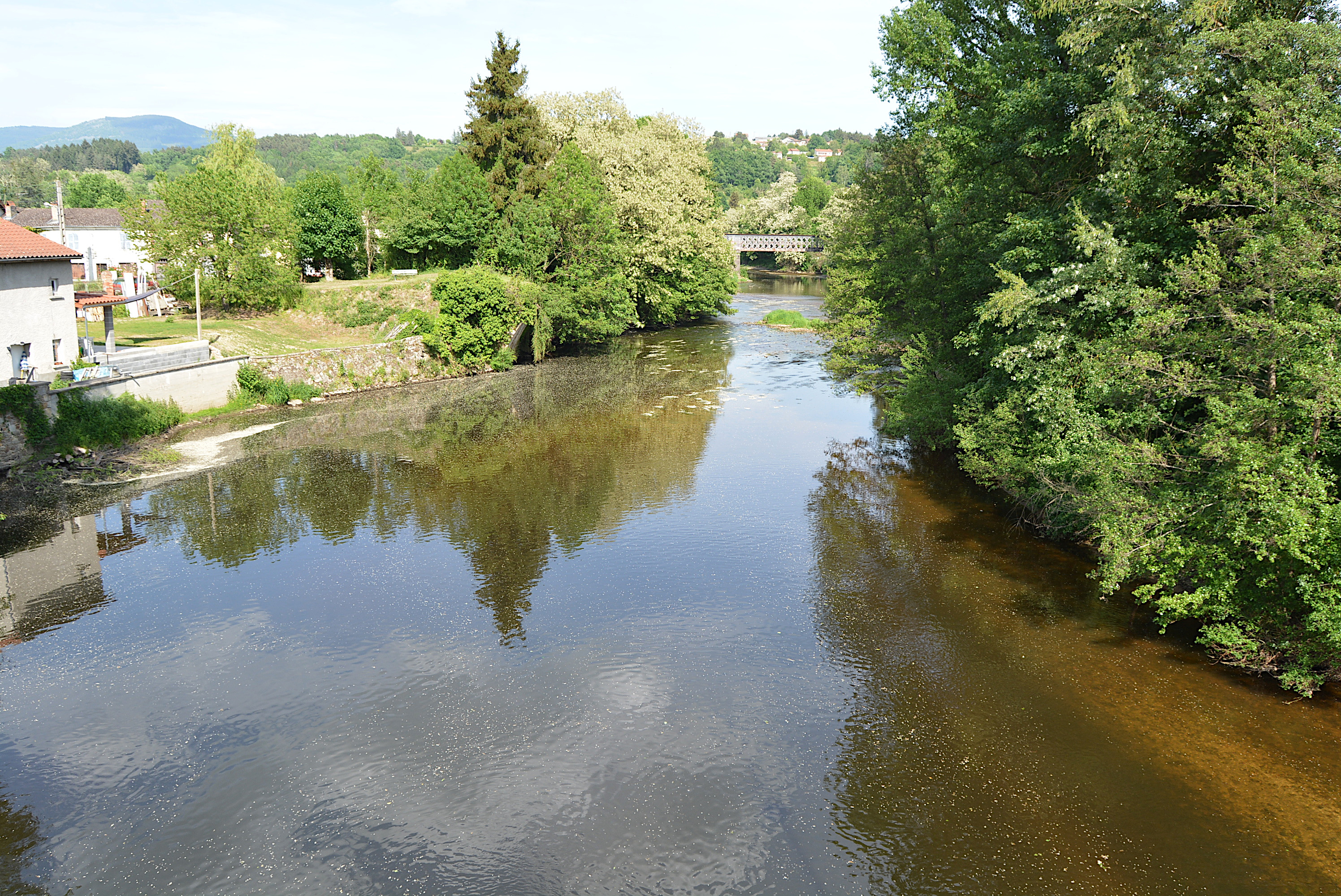
La Dore depuis le pont de la route principale, vers l'aval.

La commune est traversée par la Dore.

### Climat
Pour des articles plus généraux, voir Climat d'Auvergne-Rhône-Alpes et Climat du Puy-de-Dôme.
En 2010, le climat de la commune est de type climat océanique dégradé des plaines du Centre et du Nord, selon une étude du Centre national de la recherche scientifique s'appuyant sur une série de données couvrant la période 1971-2000. En 2020, Météo-France publie une typologie des climats de la France métropolitaine dans laquelle la commune est exposée à un climat de montagne ou de marges de montagne et est dans la région climatique  Nord-est du Massif Central, caractérisée par une pluviométrie annuelle de 800 à 1 200 mm, bien répartie dans l’année. 
Pour la période 1971-2000, la température annuelle moyenne est de 11,4 °C, avec une amplitude thermique annuelle de 16,5 °C. Le cumul annuel moyen de précipitations est de 841 mm, avec 10,2 jours de précipitations en janvier et 7,7 jours en juillet. Pour la période 1991-2020, la température moyenne annuelle observée sur la station météorologique installée sur la commune est de 11,8 °C et le cumul annuel moyen de précipitations est de 876,9 mm,. Pour l'avenir, les paramètres climatiques de la commune estimés pour 2050 selon différents scénarios d'émission de gaz à effet de serre sont consultables sur un site dédié publié par Météo-France en novembre 2022.
| Mois                                  | jan.           | fév.           | mars           | avril         | mai           | juin          | jui.          | août          | sep.          | oct.          | nov.          | déc.           | année      |
| ------------------------------------- | -------------- | -------------- | -------------- | ------------- | ------------- | ------------- | ------------- | ------------- | ------------- | ------------- | ------------- | -------------- | ---------- |
| Température minimale moyenne (°C)     | 0,8            | 0,4            | 2,7            | 5,7           | 8,7           | 12,5          | 14,3          | 14            | 11            | 8,6           | 4,6           | 1,5            | 7,1        |
| Température moyenne (°C)              | 3,8            | 4,2            | 7,4            | 11            | 14,2          | 18,3          | 20,5          | 20,1          | 16,5          | 12,8          | 8             | 4,6            | 11,8       |
| Température maximale moyenne (°C)     | 6,8            | 7,9            | 12,1           | 16,3          | 19,7          | 24,1          | 26,7          | 26,1          | 22            | 17            | 11,3          | 7,7            | 16,5       |
| Record de froid (°C) date du record   | −11,5 25.01.07 | −15,4 05.02.12 | −15,6 01.03.05 | −3,2 08.04.21 | 0,1 06.05.19  | 3,2 03.06.06  | 6,3 15.07.16  | 5,6 31.08.10  | 1,8 27.09.10  | −4,6 25.10.03 | −7,2 28.11.13 | −11,2 26.12.10 | −15,6 2005 |
| Record de chaleur (°C) date du record | 20,1 01.01.22  | 22,1 16.02.07  | 26,2 17.03.04  | 28,7 30.04.05 | 31,8 22.05.22 | 39,4 29.06.19 | 39,2 23.07.19 | 40,3 24.08.23 | 36,1 04.09.23 | 32 02.10.23   | 25,1 08.11.15 | 19,6 19.12.15  | 40,3 2023  |
| Précipitations (mm)                   | 54,8           | 45,1           | 51,9           | 74,2          | 105,7         | 86,7          | 84,6          | 84,9          | 72,3          | 82,1          | 73,5          | 61,1           | 876,9      |

## Urbanisme

### Typologie
Au 1er janvier 2024, Courpière est catégorisée bourg rural, selon la nouvelle grille communale de densité à sept niveaux définie par l'Insee en 2022.
Elle appartient à l'unité urbaine de Courpière, une unité urbaine monocommunale constituant une ville isolée,. Par ailleurs la commune fait partie de l'aire d'attraction de Thiers, dont elle est une commune de la couronne,. Cette aire, qui regroupe 19 communes, est catégorisée dans les aires de moins de 50 000 habitants,.

### Occupation des sols
L'occupation des sols de la commune, telle qu'elle ressort de la base de données européenne d’occupation biophysique des sols Corine Land Cover (CLC), est marquée par l'importance des territoires agricoles (57,6 % en 2018), une proportion sensiblement équivalente à celle de 1990 (57,8 %). La répartition détaillée en 2018 est la suivante : forêts (31,7 %), prairies (28,2 %), zones agricoles hétérogènes (22,4 %), zones urbanisées (9,2 %), terres arables (7 %), zones industrielles ou commerciales et réseaux de communication (1,4 %). L'évolution de l’occupation des sols de la commune et de ses infrastructures peut être observée sur les différentes représentations cartographiques du territoire : la carte de Cassini (XVIIIe siècle), la carte d'état-major (1820-1866) et les cartes ou photos aériennes de l'IGN pour la période actuelle (1950 à aujourd'hui).

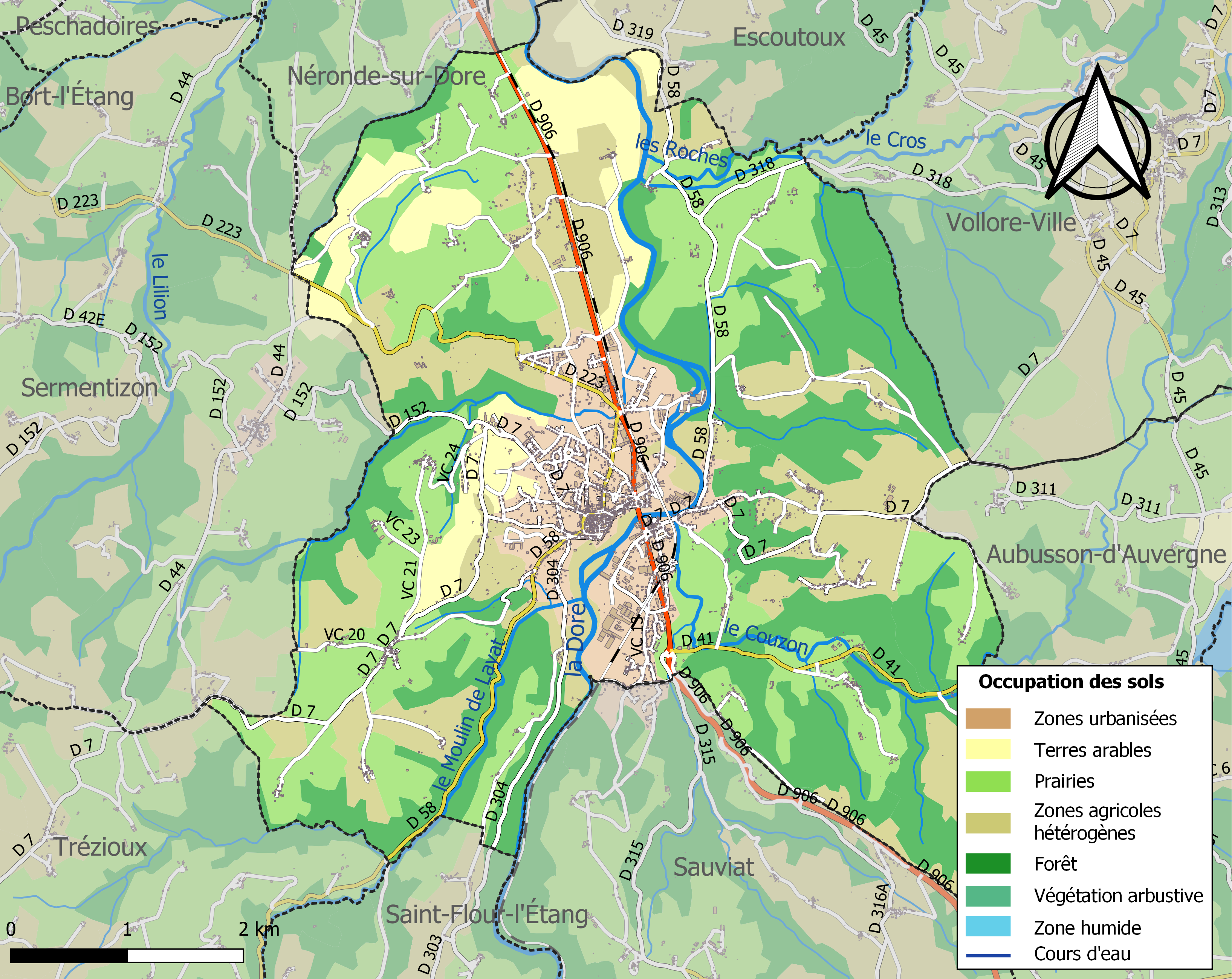
Carte des infrastructures et de l'occupation des sols de la commune en 2018 (CLC).

### Voies de communication et transports

#### Voies routières

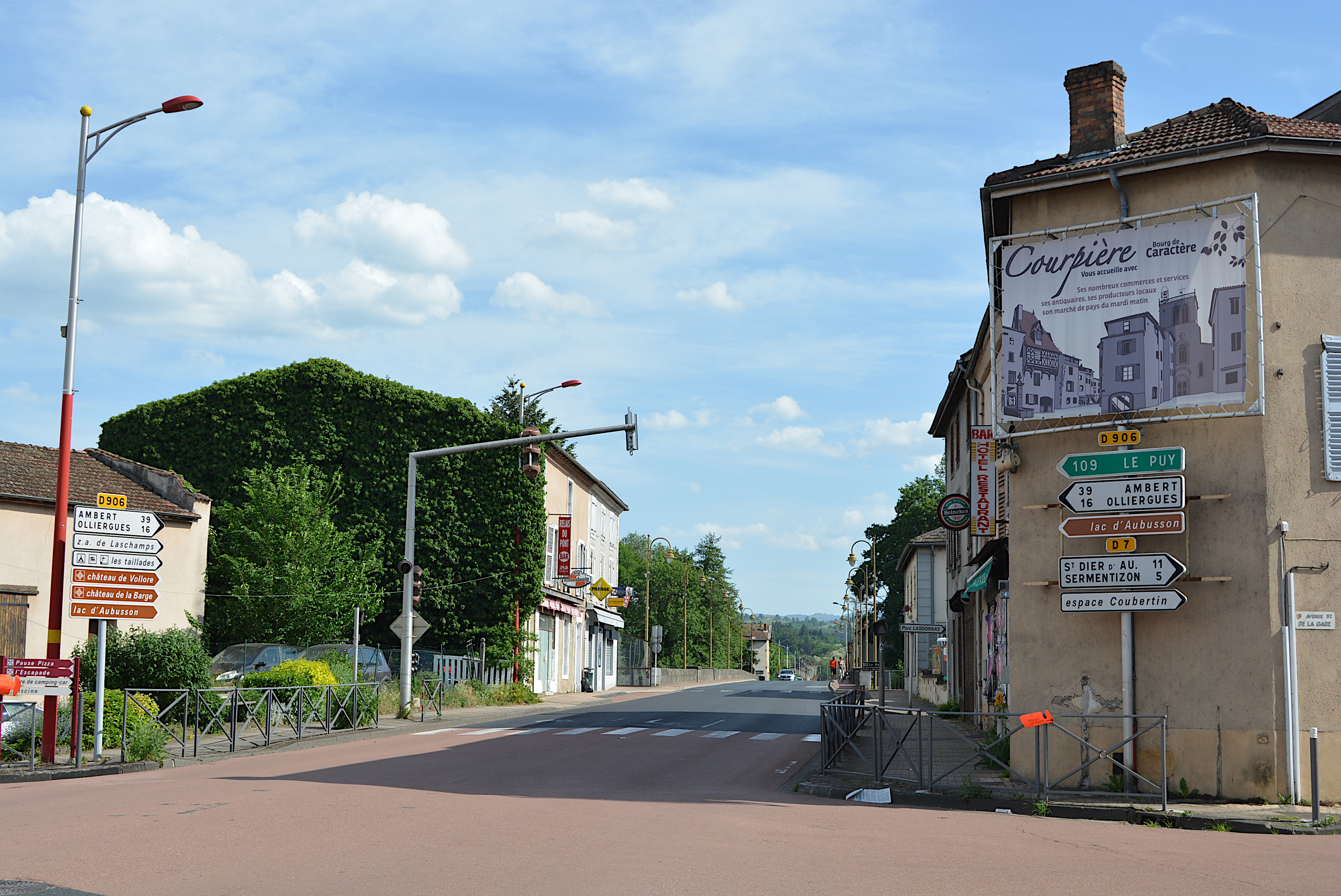
La D 906 en direction d'Ambert et du Puy-en-Velay.

Courpière est traversée par la route départementale 906 (axe Le Puy-en-Velay – Thiers – Vichy). D'autres départementales traversent cette commune :
- la D 7 (vers Trézioux et Vollore-Ville), il existe une antenne, la D 7b ;
- la D 41 (vers Augerolles) ;
- la D 58 (vers Escoutoux et Saint-Flour-l'Étang) ;
- la D 152 (vers Sermentizon) ;
- la D 223 (vers Lezoux) ;
- la D 304 (vers Sauviat puis Domaize).

Avant les déclassements de 1972, la route départementale 906 était dénommée « Route nationale 106 ». Véritable poumon routier[non neutre] de l'est du département du Puy-de-Dôme, la RD 906 est fréquentée par 8 000 véhicules par jour.[réf. nécessaire]

#### Ligne ferroviaire
Courpière possède une gare, fermée depuis 1988 sur la ligne de Saint-Germain-des-Fossés à Darsac. Cette ligne est en grande partie déclassée.
La gare n'existe plus sous cette forme et est rénovée pour accueillir un cabinet médical.
Jusqu'à l'été 2016, la ligne ferroviaire était utilisée selon deux usages : un train touristique circulait entre Courpière et Ambert, puis la Chaise-Dieu, et un train de marchandise évoluait entre Courpière et Giroux-Gare (Olliergues), le tout étant organisé par l'association AGRIVAP. Depuis 2016, l'activité touristique est stoppée entre Courpière et Ambert alors que le fret est poursuivi par une entreprise privée.

#### Transport en commun
Courpière est accessible par cinq lignes interurbaines gérées par la région Auvergne-Rhône-Alpes :
| Réseau                  | Ligne | Tracé                                       |
| ----------------------- | ----- | ------------------------------------------- |
| Cars Région Puy-de-Dôme | P02   | Arlanc – Ambert – Thiers – Clermont-Ferrand |
| Cars Région Puy-de-Dôme | P03   | Vichy – Thiers – Ambert – Arlanc            |
| Cars Région Puy-de-Dôme | P07   | Neuville – Courpière                        |
| Cars Région Puy-de-Dôme | P35   | Pont-de-Dore – Courpière – Clermont-Ferrand |
| Cars Région Puy-de-Dôme | P84   | Vollore-Montagne – Courpière                |

## Toponymie
Le nom de la commune est Corpèira en occitan. Vient lui-même de l'ancien occitan « Corta peira » qui signifie « courte pierre » et désigne une borne. Son nom était Corta Petra en latin dans les textes du Moyen Âge.

## Histoire
Les découvertes archéologiques opérées sur la commune traduisent une occupation très ancienne des lieux. En effet, la présence d'un guet naturel au niveau du Moulin de l'Isle permet un point de passage de la rivière dès la Préhistoire.

### Antiquité
Située sur le passage de la voie romaine Clermont/Lyon, et à proximité de Lezoux, de nombreuses traces persistent sur la commune : le village de Tarragnat fut le siège par le passé d'une domus romaine alors que Bellime (voir l'étymologie) fut un lieu de production de céramique sigillée. En effet, avec la construction du collège de Bellime en 1978, fut découvert l'un des fours gallo-romain les mieux conservés de France (d'ailleurs présenté au Musée de Lezoux)

### Moyen Âge
Quand, aux IXe et Xe siècles, les invasions normandes contraignent les petits locaux à organiser la défense de leurs fiefs, c'est tout naturellement que Curta-Petra (le « court monticule »), une terrasse alluviale située à une douzaine de mètres au-dessus de la vallée de la Dore, à l'endroit où la rivière s'élargit et commence à perdre sa fougue, est choisie pour accueillir la première motte féodale. Courpiere (ou Cropiere) s'enferme derrière une enceinte de remparts, de tours de guet et de fossés remplis d'eau.
En 1130, les Bénédictines s'installent dans la cité pour y créer un couvent dépendant de l'ordre de Cluny. Les taxes qu'elles perçoivent leur permettent de participer à l'agrandissement de l'église.
En 1343, la cité obtient le droit de s'administrer, de s’urbaniser, de lever l'impôt et d'avoir une garnison.

### Époque moderne
En 1558, elle fait partie des Bonnes Villes de la Basse-Auvergne.
En 1605, le roi Henri IV accorde à la ville, par lettres patentes, la création de 4 foires annuelles et d'un marché hebdomadaire.
Au début du XVIIIe siècle Courpière est une ville-étape sur l'une des routes les plus fréquentées de la région. Cet axe, qui relie Clermont-Ferrand à Lyon est alors régulièrement emprunté par les troupes armées mais aussi par les colporteurs et marchands d'origines diverses.

### Époque contemporaine
Courpière est également pourvue d'un riche passé industriel et ce dès le milieu du XIXe siècle, profitant à la fois de la proximité de Thiers (coutellerie) dont elle fut malgré tout détachée. L'arrivée du chemin de fer marque l'avènement de l'ère industrielle dans la région, suivie par l'aménagement de la route nationale puis de l'autoroute à Thiers.
Ancienne capitale française de la fraise, Courpière fut pendant longtemps un centre agricole et commercial, notamment grâce aux foires organisées dans la ville.
Entre 1942 et 1944, Courpière fut un centre des chantiers de jeunesse (groupement 44).

## Politique et administration

### Découpage territorial
La commune de Courpière est membre de la communauté de communes Thiers Dore et Montagne, un établissement public de coopération intercommunale (EPCI) à fiscalité propre créé le 1er janvier 2017 dont le siège est à Thiers. Ce dernier est par ailleurs membre d'autres groupements intercommunaux. Jusqu'en 2016, elle faisait partie de la communauté de communes du pays de Courpière dont elle était le siège.
Sur le plan administratif, elle est rattachée à l'arrondissement de Thiers, à la circonscription administrative de l'État du Puy-de-Dôme et à la région Auvergne-Rhône-Alpes.
Sur le plan électoral, elle dépend du canton des Monts du Livradois (dont elle est le bureau centralisateur) pour l'élection des conseillers départementaux, depuis le redécoupage cantonal de 2014 entré en vigueur en 2015, et de la cinquième circonscription du Puy-de-Dôme pour les élections législatives, depuis le dernier découpage électoral de 2010.

### Élections municipales et communautaires

#### Élections de 2020
Le conseil municipal de Courpière, commune de plus de 1 000 habitants, est élu au scrutin proportionnel de liste à deux tours (sans aucune modification possible de la liste), pour un mandat de six ans renouvelable. Compte tenu de la population communale, le nombre de sièges à pourvoir lors des élections municipales de 2020 est de 27. Aucun candidat n'ayant atteint 50 % de suffrages exprimés au premier tour le 15 mars 2020, les vingt-sept conseillers municipaux sont élus au second tour, tenu le 28 juin 2020 du fait de la pandémie de Covid-19, avec un taux de participation de 51,38 %, se répartissant en : vingt sièges issus de la liste de Christiane Samson, six sièges issus de la liste de Jean-Luc Privat et un siège issu de la liste de Huguette Epeche.
Les sept sièges attribués à la commune au sein du conseil communautaire de la communauté de communes Thiers Dore et Montagne se répartissent en : six sièges issus de la liste de Christiane Samson et un siège issu de la liste de Jean-Luc Privat.

### Jumelages
- Ruppertsberg (Allemagne).

## Population et société

### Démographie
L'évolution du nombre d'habitants est connue à travers les recensements de la population effectués dans la commune depuis 1793. Pour les communes de moins de 10 000 habitants, une enquête de recensement portant sur toute la population est réalisée tous les cinq ans, les populations de référence des années intermédiaires étant quant à elles estimées par interpolation ou extrapolation. Pour la commune, le premier recensement exhaustif entrant dans le cadre du nouveau dispositif a été réalisé en 2007.

En 2022, la commune comptait 4 109 habitants, en évolution de −0,8 % par rapport à 2016 (Puy-de-Dôme : +2,1 %, France hors Mayotte : +2,11 %).
| 1793  | 1800  | 1806  | 1821  | 1831  | 1836  | 1841  | 1846  | 1851  |
| ----- | ----- | ----- | ----- | ----- | ----- | ----- | ----- | ----- |
| 3 407 | 3 168 | 3 192 | 3 424 | 3 408 | 3 480 | 3 592 | 3 586 | 3 810 |

| 1856  | 1861  | 1866  | 1872  | 1876  | 1881  | 1886  | 1891  | 1896  |
| ----- | ----- | ----- | ----- | ----- | ----- | ----- | ----- | ----- |
| 3 799 | 3 763 | 3 690 | 3 602 | 3 570 | 3 769 | 3 973 | 3 884 | 3 677 |

| 1901  | 1906  | 1911  | 1921  | 1926  | 1931  | 1936  | 1946  | 1954  |
| ----- | ----- | ----- | ----- | ----- | ----- | ----- | ----- | ----- |
| 3 665 | 3 603 | 3 576 | 3 469 | 3 470 | 3 464 | 3 633 | 3 572 | 3 504 |

| 1962  | 1968  | 1975  | 1982  | 1990  | 1999  | 2006  | 2007  | 2012  |
| ----- | ----- | ----- | ----- | ----- | ----- | ----- | ----- | ----- |
| 3 460 | 3 913 | 4 338 | 4 834 | 4 674 | 4 612 | 4 534 | 4 521 | 4 341 |

| 2017  | 2022  | - | - | - | - | - | - | - |
| ----- | ----- | - | - | - | - | - | - | - |
| 4 050 | 4 109 | - | - | - | - | - | - | - |

### Enseignement
Courpière dépend de l'académie de Clermont-Ferrand.
Dans l'enseignement public, les élèves commencent leur scolarité dans l'école maternelle, puis l'élémentaire, gérée par la commune. Ils la poursuivent au collège Bellime, situé dans la commune,, puis à Thiers, au lycée Montdory pour les secondes des filières générales et technologiques, des premières et terminales des filières générales et STMG, ou au lycée Jean-Zay pour les premières et terminales de la filière STI2D.
Dans l'enseignement privé, les élèves effectuent leur scolarité dans l'institution Saint-Pierre (école élémentaire, collège et lycée).

## Culture locale et patrimoine

### Lieux et monuments

#### Patrimoine religieux
Courpière possède une église carolingienne : l'église Saint-Martin qui combine les architectures romane et gothique. Des offices religieux ont lieu chaque mardi à 10h pour la messe en semaine et chaque dimanche à 10h30 pour la messe dominicale. C'est le siège de la maison paroissiale Saint Joseph de la Dore qui regroupe 21 clochers. Curé : Père Bernard Ladet - Prêtres intervenants : Père Antoine Monier, Père Raymond Seguin.
- Ancien prieuré des Bénédictines du Moyen Âge qui fait l’objet d’une inscription au titre des monuments historiques depuis le 12 novembre 1926[39].
- Commanderie et église de Courtesserre du XVe siècle qui fait l’objet d’une inscription au titre des monuments historiques depuis le 8 février 1926[40].
- Église Saint-Martin qui fait l’objet d’un classement au titre des monuments historiques depuis le 12 juillet 1886[41].

#### Patrimoine civil
- Le Château de la Barge du XIIIe: XVIe; XVIIe et XVIIIe siècles   qui fait l’objet d’une inscription au titre des monuments historiques depuis le 3 juin 1975[42].
- La Gare du Train touristique du Livradois-Forez, exploités par AGRIVAP Les trains de la découverte.
- Deux maisons, situées 17, place de la Cité du XVe siècle; XVIIIe siècle qui fait l’objet d’une inscription au titre des monuments historiques depuis le 30 décembre 1988[43].
- La Maison située 21, place de la Cité du XVe siècle qui fait l’objet d’une inscription au titre des monuments historiques depuis le 30 décembre 1988[44].
- La Tour du Maure  qui fait l’objet d’une inscription au titre des monuments historiques depuis le 12 novembre 1926[45].

#### Patrimoine naturel
- La commune de Courpière adhère au parc naturel régional Livradois-Forez.

### Personnalités liées a la commune
- Robert du Four († 1437), est un prélat français du XVe siècle, évêque de Sisteron de 1414 à 1437 qui serait né à Courpière.
- Armand Marc, comte de Montmorin Saint-Hérem (1745-1792), est homme politique, ambassadeur de France, ministre des Affaires étrangères de Louis XVI, né à Courpière.  Il est massacré par un groupe de révolutionnaires, le 2 septembre 1792.
- Hippolyte Goyon-Gourbine (1800-1886) est un notaire, avocat, magistrat et homme politique français. Il a été conseiller général du Puy-de-Dôme, canton de Courpière de 1844 à 1864 ainsi que maire de Courpière de 1861 à 1870.
- Noël Chamerlat (1841-1911) est homme politique français, député du Puy-de-Dôme de 1895 à sa mort, maire de Courpière de 1877 à 1911 ainsi que conseiller général et conseiller d'arrondissement.
- Joseph-Marie Lavest (1852-1910)  est un missionnaire catholique français qui fut consacré évêque en Chine. Il est né dans le village de Lapeyrouses de la commune de Courpière (diocèse de Clermont).
- Coco Chanel (1883-1971), née Gabrielle Chasnel, a vécu quelques années de son enfance à Courpière. Sa mère, Jeanne Devolle, était née à Courpière. Ses parents se marient à Courpière le 17 novembre 1884 et à cette occasion reconnaissent leur fille Gabrielle, née le 20 août 1883.
- François Croze (1884-1966) est un physicien, astrophysicien et professeur des universités, né à Courpière et mort à Olliergues. Il a résidé à Courpière une partie de son enfance, et notamment ses études au Collège de l'Institution Saint-Pierre de Courpière.
- Noël Boucheix (1900-1985), est un missionnaire et prélat catholique français, vicaire en Égypte et évêque de Porto-Novo. Il réalise, de 1914 à 1917, ses études secondaires au collège clérical de Coupière, où il obtient le baccalauréat. Il sera par la suite maître d'études au collège de Courpière.
- Aurélien Rougerie (1980) est un joueur international français de rugby à XV qui as évolué pendant l'ensemble de sa carrière sous les couleurs de l'ASM Clermont Auvergne.  Il a étudié au collège et lycée Saint-Pierre à Courpière.
- Jean Couzon, fabricant de couteaux et d'arts de la table en inox, ex no 1 français, dissoute en 2005[réf. souhaitée]
- Raoul Teilhol, fabricant de voitures de type Rodéo…[réf. souhaitée]

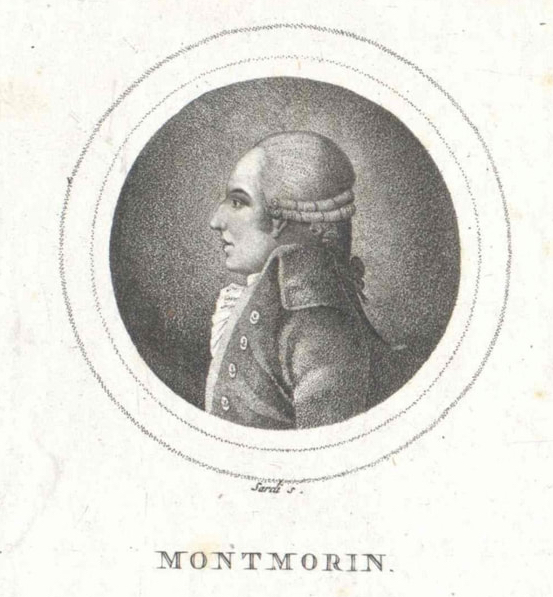
Armand Marc, comte de Montmorin Saint-Hérem
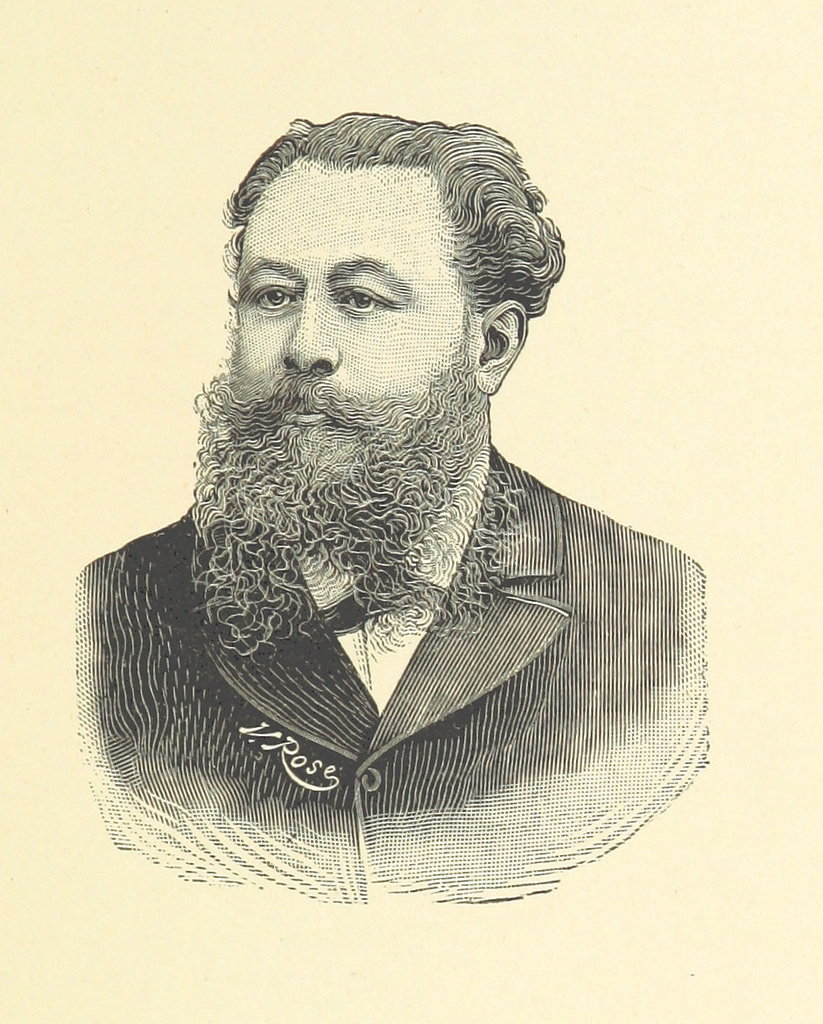
Noël Chamerlat
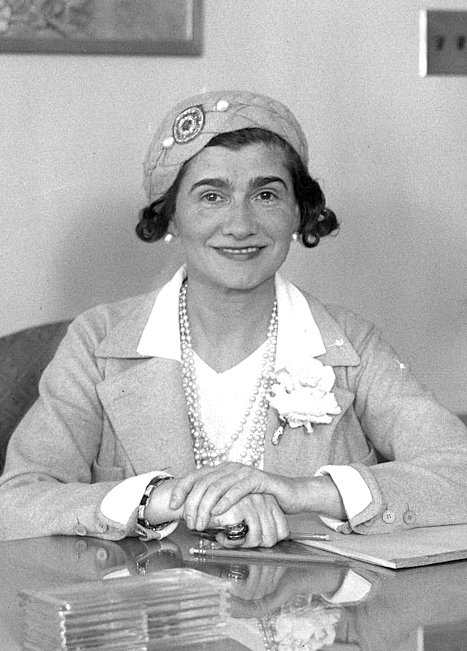
Coco Chanel
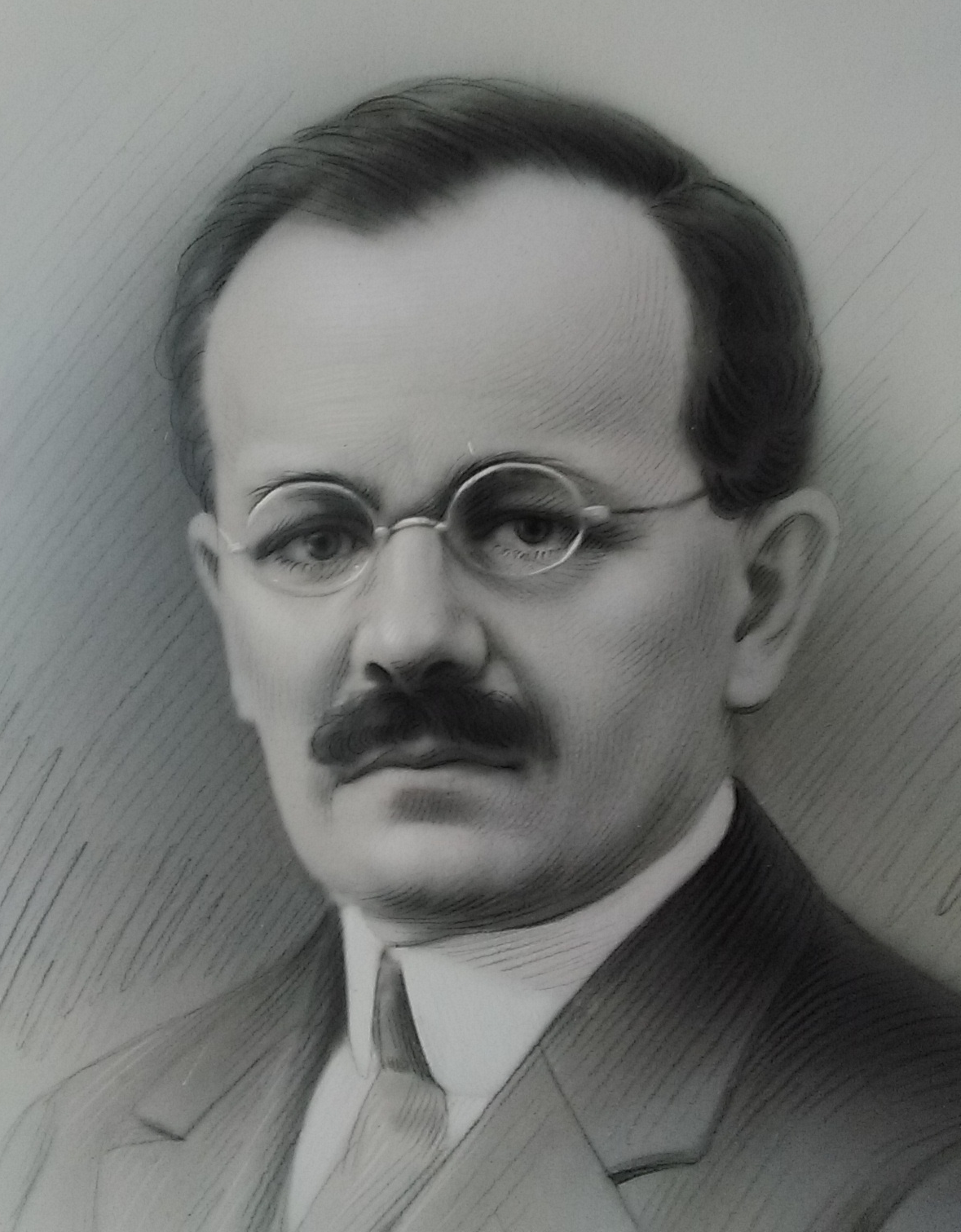
François Croze
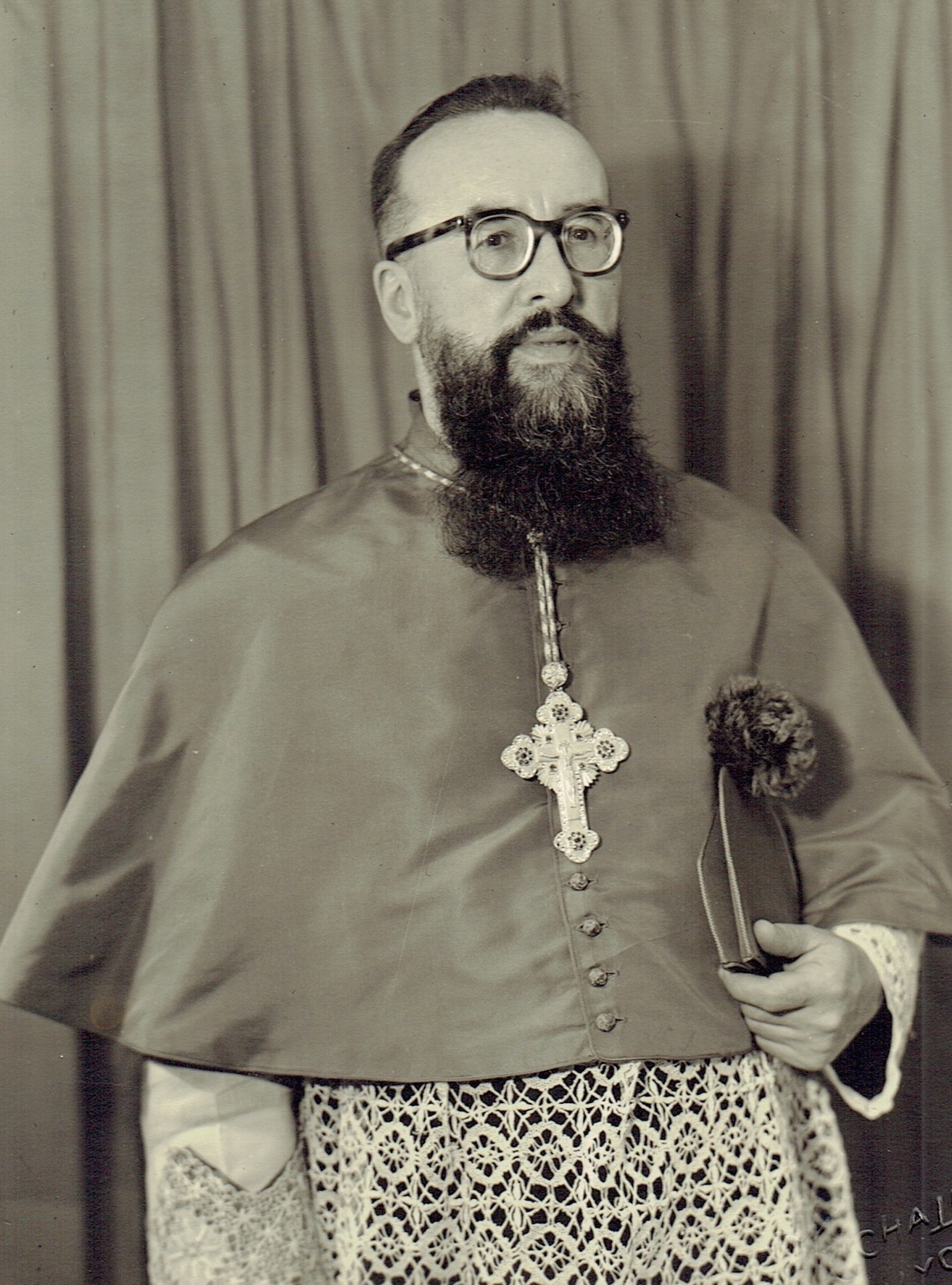
Noël Boucheix
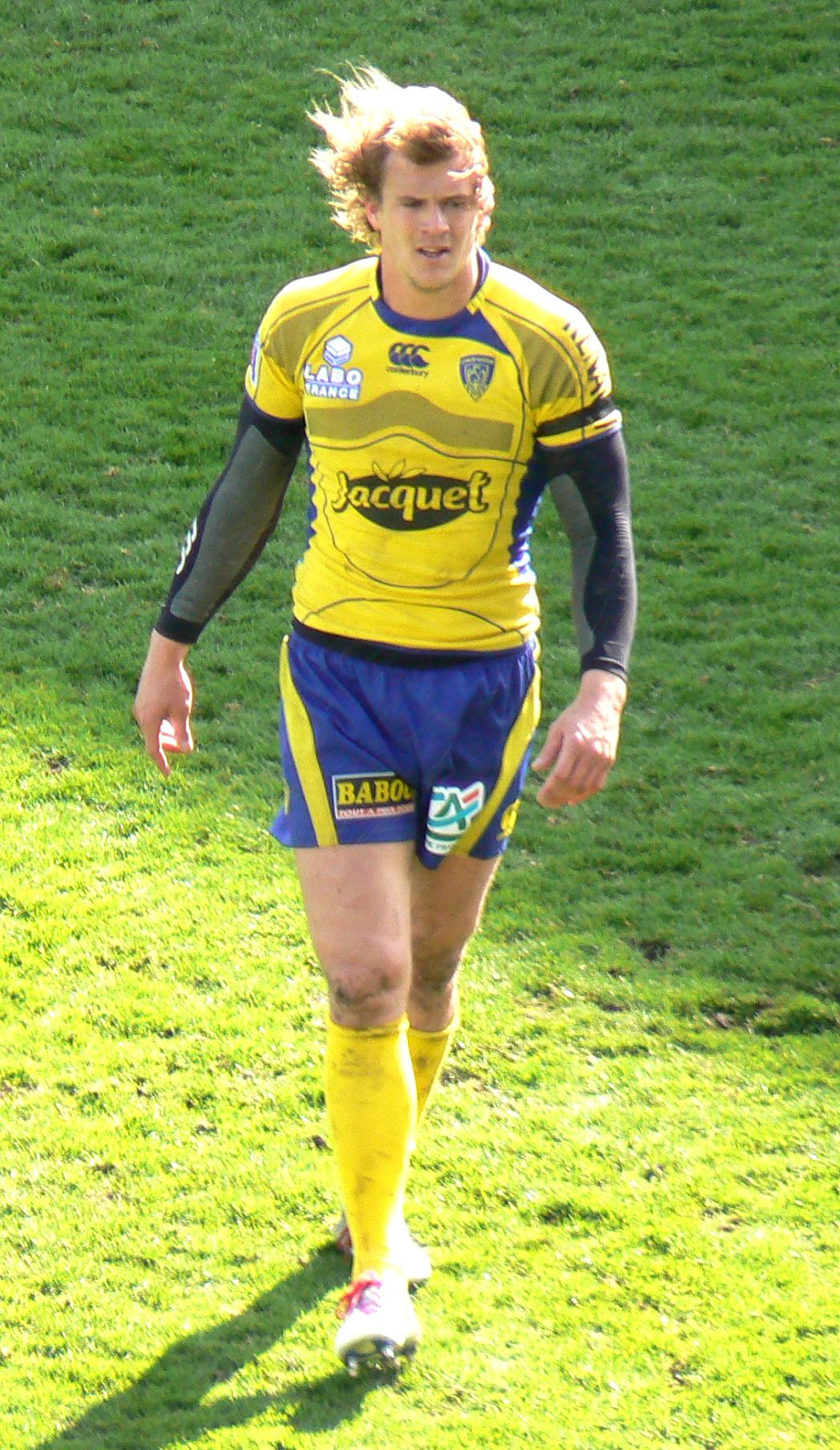
Aurélien Rougerie

### Héraldique[46]
| Armes | Les armes de Courpière se blasonnent ainsi : D'or à la tour de gueules maçonnée de sable.. |

## Divers
- Depuis le 1er juillet 2009, c'est également une Station verte[47].
- Courpière possède officiellement sa première fleur au Concours des villes et villages fleuris depuis 2009[48].
- En 2010 et 2011, Courpière accueille le rassemblement Freewheels (auparavant organisé à Cunlhat), le plus grand rassemblement biker en Europe. L'édition 2011 a eu lieu les 5, 6 et 7 août, n'accueillant pas assez de public du fait du mauvais temps, causant la dissolution de la SARL « Free-Wheels ». Les éditions suivantes ne seront donc pas reconduites[49].